# Tenzin Gyatso
Jetsun Jamphel Ngawang Lobsang Yeshe Tenzin Gyatso (n. 6 iulie 1935, Lhamo Döndrub) este al 14-lea Dalai Lama. El este liderul spiritual al budismului tibetan și liderul guvernului tibetan aflat în exil în Dharamshāla.
În anul 1987 a redactat un plan în cinci puncte, pe care l-a înaintat atât autorităților chineze, cât și celor internaționale, plan care prevede:
1. Transformarea întregului Tibet, inclusiv a provinciilor Kham și Amdo, într-o zonă liberă de violență;
2. Încetarea politicii chineze de transferuri etnice;
3. Respectarea drepturilor și libertăților democratice ale poporului tibetan;
4. Restabilirea și protejarea mediului din Tibet;
5. Începerea de tratative serioase cu privire la viitorul statut al Tibetului, precum și stabilirea de relații între poporul tibetan și poporul chinez.[8]

În 1989 a fost distins cu Premiul Nobel pentru Pace.

## Biografie
Sfinția Sa Tenzin Gyatso, al paisprezecelea Dalai Lama, este șeful spiritual și temporal al Tibetului. S-a născut la 6 iulie 1935, într-un mic sat de țărani din provincia Amdo. La vârsta de doi ani a fost descoperit ca fiind încarnarea predecesorului său, marele Dalai Lama al treisprezecelea. La vârsta de patru ani și jumătate, Tenzin Gyatso este adus în capitala statului tibetan, Lhasa, și instalat pe tron în calitate de șef suprem temporal și spiritual al Tibetului. Copilăria și-a petrecut-o mai ales în compania călugărilor și a discipolilor, făcând foarte rar vizite familiei sale din satul natal.
Înclinația înnăscută pentru studiu și curiozitatea pentru lumea din jurul Tibetului l-au determinat să-și lărgească permanent cunoștințele - inclusiv studii de limba engleză, știință și matematici - însă partea cea mai importantă a educației sale a fost făcută în manieră tradițională tibetană (așa cum va descrie mai târziu în autobiografia sa). Scopul principal al sistemului tibetan constă în lărgirea și cultivarea minții printr-o mare varietate de cunoștințe. În ceea ce privește standardele avansate de educație seculară, programa școlară include teatrul, dansul și muzica, astrologia, poezia și compoziția. Cursurile de instrucție superioară includ arta vindecării, sanscrita, dialectica, artele și meseriile, metafizica și filozofia religiilor. Dintre aceste "cinci subiecte elevate", după cum mai sunt numite, ultimul este considerat fundamental. Sfinția Sa și-a început educația la vârsta de șase ani, iar la douăzeci și cinci și-a luat doctoratul în filozofie buddhistă. Periodic a fost examinat de cercurile profesorale de la principalele universități monastice: Drepung, Sera și Ganden. Examinarea finală a avut loc la Jokhang, Lhasa, în fața congregațiilor de profesori.
De la vârsta de șaisprezece ani, Dalai Lama și-a asumat întreaga putere temporală și timp de nouă ani a urmărit reconcilierea cu guvernul chinez. Cu toate acestea, în anul 1959 la Lhasa izbucnește o revoltă împotriva Chinei, iar Dalai Lama este nevoit să părăsească Tibetul și să se stabilească în India, unde este urmat de peste o sută de mii de conaționali. Spre deosebire de predecesorii săi, al Patrusprezecelea Dalai Lama a efectuat vizite în numeroase țări și a întreținut un dialog constant cu personalități aparținând unor spații culturale, religioase și ideologice foarte diferite. De-a lungul vremii, reputația sa de om al păcii și înțelegerii a crescut neîncetat. Sfinția Sa a primit numeroase premii naționale și internaționale, inclusiv Premiul Nobel pentru Pace în 1989.
În ultimii ani, multe universități occidentale i-au conferit titlul de Doctor Honoris Causa ca o recunoaștere a importanței scrierilor sale asupra filozofiei buddhiste și a rolului pe care personalitatea sa îl joacă în dialogul ecumenic și în menținerea armoniei între marile religii ale lumii. În timpul călătoriilor pe care le-a efectuat în străinătate, Sfinția Sa a susținut cu tărie necesitatea respectului reciproc și a unei mai bune înțelegeri între diferitele credințe ale lumii. În aparițiile sale publice, Dalai Lama urmărește să transmită neobositul său mesaj de iubire, compasiune și non-violență, precum și sentimentul universalei responsabilități pentru destinele acestei lumi, pentru pace.